# Fiona Dourif
Fiona Dourif (Woodstock, 30 de outubro de 1981) é uma atriz norte-americana, mais conhecida por interpretar Nica em dois filmes da série de filmes do boneco assassino, O Culto de Chucky de 2017, A Maldição de Chucky de 2013 e na série Chucky desde 2021. Fiona é filha do dublador do boneco assassino Chucky, Brad Dourif. Outro papel notório de Fiona Dourif é o da assassina Bart na série Dirk Gently. Foi também Jennifer Reddington, irmã da agente Elizabeth Keen, em The Blacklist.

## Biografia

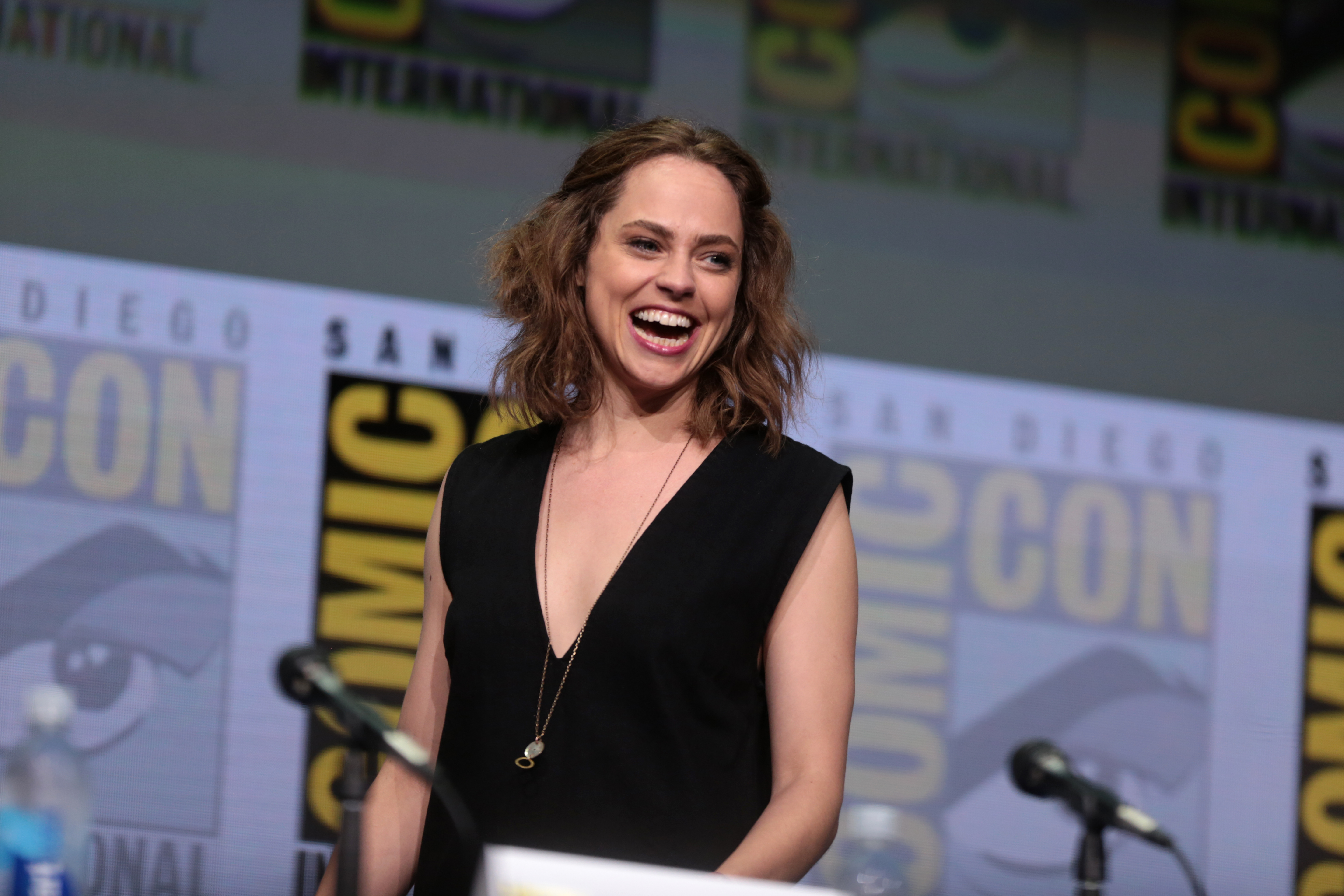
Fiona Dourif em 2017, na San Diego Comic-Con

Fiona Dourif nasceu em 30 de outubro de 1981, filha mais nova de Brad Dourif, dublador de Chucky, o Boneco Assassino e da psíquica Joni Dourif. Dourif também morou em Portugal por cerca de cinco anos para estudar. 

## Carreira
Em 2009 atuou em O Mensageiro, em 2011 na quarta temporada de True Blood, em 2012 em O Mestre, em 2013 atuou como Nica Pierce em A Maldição de Chucky, seu papel mais conhecido. Em 2014 atuou em O Jogo da Morte, em 2015 atuou no episódio 3 da primeira temporada de The Player, em 2016 e 2017 interpretou a assassina Bart em Dirk Gently na primeira e segunda temporada da série. No final de 2017 atuou como a sua personagem mais conhecida, Nica Pierce, desta vez no filme Culto de Chucky. De  2018 a 2022 fez varias participações como Jennifer Reddington, irmã da agente Elizabeth Keen, em The Blacklist. Desde 2021 Fiona também interpreta Nica Pierce na série Chucky.

## Filmografia[2]
| Título                            | Papel                        | Ano       | Gênero                                          |
| --------------------------------- | ---------------------------- | --------- | ----------------------------------------------- |
| The Pitt                          | Dra. McKay                   | 2025      | Drama médico                                    |
| Chucky (série de TV)              | Nica Pierce/ Charles Lee Ray | 2021-2024 | Terror                                          |
| The Blacklist                     | Jennifer Reddington          | 2018-2022 | Drama                                           |
| O Culto de Chucky                 | Nica Pierce                  | 2017      | Slasher/Thriller                                |
| Dirk Gently                       | Bart Curlish                 | 2016-2017 | Ficção científica cômica, história de detetives |
| The Player                        | Chloe                        | 2015      | Ação                                            |
| Jogo da Morte                     | Gina                         | 2014      | Drama                                           |
| A Maldição de Chucky              | Nica Pierce                  | 2013      | Thriller/Terror                                 |
| O Mestre                          | Dançarina                    | 2012      | Drama                                           |
| True Blood                        | Casey                        | 2011      | Fantasia, drama, terror                         |
| O Mensageiro                      | Femme du soldat              | 2009      | Drama/Thriller                                  |
| Garden Party                      | Becky                        | 2008      | Drama/Cinema Independente                       |
| Law & Order: Special Victims Unit | Det. Nikki Breslin           | 2008      | Policial processual, drama jurídico             |